# La Bonne Rosée
La Bonne Rosée est un roman de Jean Anglade publié en 1980.
Ce roman est la suite du livre Les Ventres jaunes.

## Résumé
En 1912, à Thiers, Auguste épouse Toinette et le curé souhaite que la bonne rosée leur profite comme les plantes. Auguste crée sa coutellerie chez lui. En 1914, il est mobilisé. En 1915, les couteliers travaillent pour l'armée. En 1918, Toinette meurt de la grippe espagnole et leur fille Gilberte en réchappe. En 1920, Auguste s'associe à un fabricant de rasoirs et épouse Francine. Son associé le quitte mais il exporte beaucoup. En 1931, c'est la mode du yoyo.